# Borrell II di Barcellona
Borrell II, Borrell anche in francese, in catalano, in spagnolo, in portoghese e in galiziano. Burrellus in latino (secondo o terzo decennio del X secolo – 30 settembre 993), fu conte di Barcellona, Gerona e Osona dal 947 e di Urgell dal 948 sino alla morte.

## Origine
Figlio secondogenito del conte di Barcellona, Gerona e Osona, Sunyer I e di Riquilda di Rouergue (secondo lo storico Szabolcs de Vajay, soprattutto per il fatto che il figlio primogenito fu chiamato Ermengol (introducendo questo nome nel casato di Barcellona), Richilde era la figlia del conte di Rouergue e conte di Quercy Ermengol e della moglie Adelaide, di cui non si conoscono gli ascendenti (come viene confermato nel documento n° 63 delle Preuves de l'Histoire Générale de Languedoc).
Sunyer I di Barcellona era il figlio maschio quartogenito del conte di Urgell, della Cerdagna, di Gerona, di Conflent, di Osona e di Barcellona Goffredo il Villoso e di Guinidilda († prima del 904) che, secondo la storica britannica Alison Weir, era figlia di Baldovino I di Fiandra, anche secondo la Crónica de San Juan de la Peña, al capitolo XXIII e l'Ex Gestis Comitum Barcinonensium e di Giuditta, la figlia del re dei Franchi occidentali Carlo il Calvo. Mentre alcuni storici catalani sostengono che fosse d'origine catalana, forse figlia di Mirò I (quindi nipote di Goffredo il Villoso) conte di Rossiglione, oppure di Borrell, conte di Cerdagna, Urgell e Osona oppure ancora di Sunifredo.

## Biografia

La penisola iberica nella seconda metà del X secolo. La marca di Spagna è ancora formalmente vassallo del regno di Francia

Gli storici non hanno ancora stabilito se, tra i due fratelli maschi ancora in vita nel 947, Borrell era il più anziano o meno del fratello, Mirò. In un documento dell'agosto del 954 sua madre, Richilde, fece una donazione al monastero di Lagrasse, sottoscritta dai figli, Mirò e Borrell, dove avendo Mirò firmato per primo; da ciò si potrebbe dedurre che era più vecchio del fratello.
Secondo l'Ex Gestis Comitum Barcinonensium invece quando vengono elencati i tre figli di Sunyer I Mirò viene citato come terzo, da cui si deduce che era il più giovane e inoltre, secondo il documento XXI della España Sagrada, Tome XLIII, del 934, in cui suo padre, Sunyer fece una donazione alla chiesa di Gerona per l'anima di Goffredo il Villoso, viene citato solo il figlio Borrell come se fosse il primogenito.
Comunque nel 947, quando il padre si ritirò in convento, Borrell ereditò unitamente al fratello Mirò le contee di Barcellona, Gerona e Osona, (a cui si aggiunse, nel 948, alla morte dello zio Sunifredo II, senza eredi maschi, la contea d'Urgell, ereditata da suo padre), che governò con il fratello, Mirò I.
Mirò e Borrell si ripartirono le funzioni di governo:
a Borrell la politica estera e le questioni militari, a Mirò la politica interna (in concreto, la città di Barcellona).
Secondo la Marca Hispanica sive Limes Hispanicus, unitamente ai suoi genitori, Sunyer I e Richilde, il 16 maggio 944 fece una donazione in memoria dei nonni, Goffredo I il Villoso e Guinidilda, dello zio Goffredo II Borrell I e del fratello Emengol alla chiesa di Gerona.
Nel febbraio 955, secondo la Colección diplomática del Condado de Besalú, tomus XV, Borrell II fece una donazione di una proprietà che aveva ereditato dal padre Sunyer I, al monastero di Sant Joan de les Abadesses, vicino a Ripoll.
Secondo l'Histoire générale de Languedoc, dopo la morte della madre, Richilde, in ottemperanza al suo testamento, Borrel ed il fratello Mirò, nel dicembre del 956, fecero una donazione al monastero di Montserrat.
Al contrario di suo padre fu più diplomatico che militare. Mantenne sempre relazioni cordiali con i suoi ingombranti vicini: i Franchi al nord e i musulmani al sud. Scambiò ambasciatori con Cordova (centro del potere musulmano) e, nel 961, firmò un trattato di pace con il califfo al-Ḥakam II ibn ʿAbd al-Raḥmān.
Poi fece però parte della coalizione che unì tutti i sovrani cristiani, il re di León Sancho I, il re di Navarra García I Sánchez e il conte di Castiglia Fernán González che, nel 963, fu sconfitta dal califfo al-Ḥakam II ibn ʿAbd al-Raḥmān e, dopo essere stato sconfitto, nel 965, dal governatore di Saragozza Borrell fu costretto a chiedere la pace.
Alla morte di suo fratello Mirò I, il 31 ottobre 966, rimase unico conte. Un documento datato 26 novembre 966, conferma che Borrell II è conte e accenna agli esecutori testamentari di Mirò ed ai tutori (dei figli).
Invitò il monaco Gerberto d'Aurillac (futuro papa Silvestro II) a risiedere nelle sue contee perché si potesse dedicare ai suoi studi. Gerberto accettò e visse nelle contee catalane per circa quattro anni (967-970).
Ebbe anche un buon rapporto anche con il papa; nel 970, accompagnato da Gerberto, andò a Roma a far visita a papa Giovanni XIII, per riorganizzare l'amministrazione religiosa delle sue contee e chiedere il ripristino dell'arcivescovado di Tarragona. In quell'occasione Gerberto fu trattenuto a Roma da papa Giovanni XIII.
Tra il 967 e il 968 Borrel aveva sposato Letgarda di Tolosa (circa 950- circa 985), figlia del conte di Nîmes, di Albì e di Tolosa e duca di Settimania Raimondo III (?-978) e Guindinilde, di cui non si conoscono gli ascendenti.
Secondo il documento CXIII, datato 25 giugno 972, della Marca Hispanica sive Limes Hispanicus, di una vendita fatta da Borrel, unitamente alla moglie Letgarda, risulta che il figlio Raimondo Borrell, era nel primo anno di vita.
Si conoscono altri tre documenti di vendite da parte di Borrel e Letgarda: uno del 976, riferito dallo storico andaluso José Enrique Ruiz-Domènec (Quan els vescomtes de Barcelona eren (Barcelona), 2, p. 216), un secondo, tratto dal Cartulario de Sant Cugat del Vallès del 977, e un terzo tratto dall'Histoire générale de Languedoc, del maggio 979.
In questo periodo accentuò sempre più il distacco dal re dei Franchi occidentali, Lotario, tanto da fare un patto di non aggressione con il califfo, Hisham II ibn al-Hakam. Ma nel 985 Almanzor (ovvero al-Mansur bi-llāh), hajib (primo ministro) del califfo Hisham II, attaccò le sue contee, facendo grande razzia, e la città di Barcellona ebbe a soffrire il danno maggiore perché fu distrutta e saccheggiata dai musulmani e molti suoi cittadini perirono mentre molti altri furono fatti prigionieri.
Allora Borrell si rivolse al re di Francia Lotario, di cui era formalmente vassallo, per ottenere aiuto contro l'aggressione musulmano, ottenendone un rifiuto (986).
Con la successione a re dei Franchi di Luigi V di Francia, figlio di Lotario, rinnovò il patto di vassallaggio.
Dopo la morte di Luigi V, però, sia perché i conti di Barcellona erano fedeli ai carolingi, sia per lo scarso aiuto ricevuto, nel 988, Borrel rifiutò di rinnovare il patto di vassallaggio con il nuovo re di Francia, Ugo Capeto, sancendo così l'indipendenza formale (di fatto la contea era indipendente già dalla fine del IX secolo, dai tempi di Goffredo il Villoso) della contea di Barcellona dal regno dei Franchi, definendosi: duca e marchese iberico per grazia di Dio.
Dopo essere rimasto vedovo di Letgarda, verso il 985, in seconde nozze, sposò Eimeruda (?-dopo il 993), prima del 988; il nome di Eimeruda compare in due documenti di quell'anno, una donazione, tratto dal Cartulario de Sant Cugat del Vallès, ed una compravendita tratta dal cartolario di Vic.
Eimeruda era vedova da un precedente matrimonio (dal testamento di Borrel II, del 24 settembre 993, si deduce che Eimeruda fosse rimasta vedova in quanto si fa riferimento ad una figlia, Aldria, che non era figlia di Borrel), ma non si conosce il nome del precedente marito.
Secondo l'Histoire générale de Languedoc Borrel compare, per l'ultima volta, in un contratto di compravendita nel mese di ottobre del 988.
A partire dal 988 spartì il governo con i figli Raimondo Borrell e Ermengol.
Borrel, secondo gli Annales Barcinonenses morì nel 993, lasciando ai suddetti figli il governo delle contee, Barcellona, Osona e Gerona a Raimondo e Urgell a Ermengol, come previsto dal testamento di Borrel, datato 24 settembre 993.

## Discendenza
Borrell II da Letgarda ebbe quattro(o cinque) figli:
- la primogenita era una figlia, morta in tenera età, in quanto, nel giugno 969 era già morta, in quanto, una donazione per le anime dei genitori e del fratello fatta in quella data da Borrel fa riferimento anche all'anima di una figlia avuta dalla moglie Letgarda[28]
- Raimondo Borrell[1] (circa 971-1017), conte di Barcellona
- Ermengol[1] (circa 975-1010), conte di Urgell
- Ermengarda di Barcellona (?-dopo il 10 ottobre 1029), che, prima del 997, aveva sposato il visconte Geriberto di Barcellona[11] (?-prima del 1014, in questa data Ermengarda risulta vedova[11])
- Richilda di Barcellona (? -dopo il 1041, nel marzo di quell'anno compare, per l'ultima volta, in un documento di donazione[11]), che, prima del 999, aveva sposato il visconte Udalardo I di Barcellona[11] (?-dopo il 30 maggio 1030).

Borrell II da Eimeruda non ebbe figli.

## Ascendenza
|                          |                    |                        | Genitori             |  |  | Nonni |  |  | Bisnonni                  |  |  | Trisnonni        |  |
|                          |                    |                        |                      |  |  |       |  |  | Sunifredo I di Barcellona |  |  | Borrell di Osona |  |
|                          |                    |                        |                      |  |  |       |  |  | Sunifredo I di Barcellona |  |  | Borrell di Osona |  |
|                          |                    | …                      |                      |  |  |       |  |  | Sunifredo I di Barcellona |  |  |                  |  |
| Goffredo il Villoso      |                    |                        |                      |  |  |       |  |  | Sunifredo I di Barcellona |  |  |                  |  |
|                          |                    | Ermessinda             | …                    |  |  |       |  |  |                           |  |  |                  |  |
|                          |                    | Ermessinda             | …                    |  |  |       |  |  |                           |  |  |                  |  |
|                          |                    | Ermessinda             | …                    |  |  |       |  |  |                           |  |  |                  |  |
| Sunyer I di Barcellona   |                    | Ermessinda             |                      |  |  |       |  |  |                           |  |  |                  |  |
|                          |                    | Baldovino I di Fiandra | Odacre               |  |  |       |  |  |                           |  |  |                  |  |
|                          |                    | Baldovino I di Fiandra | Odacre               |  |  |       |  |  |                           |  |  |                  |  |
|                          |                    | Baldovino I di Fiandra | …                    |  |  |       |  |  |                           |  |  |                  |  |
| Guinidilda d'Empúries    |                    | Baldovino I di Fiandra |                      |  |  |       |  |  |                           |  |  |                  |  |
|                          |                    | Giuditta               | Carlo il Calvo       |  |  |       |  |  |                           |  |  |                  |  |
|                          |                    | Giuditta               | Carlo il Calvo       |  |  |       |  |  |                           |  |  |                  |  |
|                          |                    | Giuditta               | Ermentrude d'Orléans |  |  |       |  |  |                           |  |  |                  |  |
| Borrell II di Barcellona |                    | Giuditta               |                      |  |  |       |  |  |                           |  |  |                  |  |
|                          | Oddone I di Tolosa | Raimondo I di Tolosa   |                      |  |  |       |  |  |                           |  |  |                  |  |
|                          | Oddone I di Tolosa | Raimondo I di Tolosa   |                      |  |  |       |  |  |                           |  |  |                  |  |
|                          | Oddone I di Tolosa | Berta                  |                      |  |  |       |  |  |                           |  |  |                  |  |
| Ermengardo I di Rouergue | Oddone I di Tolosa |                        |                      |  |  |       |  |  |                           |  |  |                  |  |
|                          |                    | Garsenda d'Albi        | Ermengardo d'Albi    |  |  |       |  |  |                           |  |  |                  |  |
|                          |                    | Garsenda d'Albi        | Ermengardo d'Albi    |  |  |       |  |  |                           |  |  |                  |  |
|                          |                    | Garsenda d'Albi        | …                    |  |  |       |  |  |                           |  |  |                  |  |
| Riquilda di Rouergue     |                    | Garsenda d'Albi        |                      |  |  |       |  |  |                           |  |  |                  |  |
|                          |                    | …                      | …                    |  |  |       |  |  |                           |  |  |                  |  |
|                          |                    | …                      | …                    |  |  |       |  |  |                           |  |  |                  |  |
|                          |                    | …                      | …                    |  |  |       |  |  |                           |  |  |                  |  |
| Adelaide                 |                    | …                      |                      |  |  |       |  |  |                           |  |  |                  |  |
|                          |                    | …                      | …                    |  |  |       |  |  |                           |  |  |                  |  |
|                          |                    | …                      | …                    |  |  |       |  |  |                           |  |  |                  |  |
|                          |                    | …                      | …                    |  |  |       |  |  |                           |  |  |                  |  |
|                          |                    | …                      |                      |  |  |       |  |  |                           |  |  |                  |  |

### Fonti primarie
- (LA)  Rerum Gallicarum et Francicarum Scriptores, Tomus IX.
- (LA)  Histoire Générale de Languedoc, Tome V, Preuves.
- (LA)  España Sagrada, Tome XLIII.
- (LA)  España Sagrada, Tome XXVIII.
- (LA)  Cartulario de Sant Cugat del Vallès, vol. I.
- (LA)  Monumenta Germaniae Historica, Scriptores, Tomus XXIII.

### Letteratura storiografica
- Rafael Altamira, Il califfato occidentale, in «Storia del mondo medievale», vol. II, 1999, pp. 477–515.
- René Poupardin, I regni carolingi (840-918), in «Storia del mondo medievale», vol. II, 1999, pp. 583–635.
- Louis Alphen, Francia: gli ultimi Carolingi e l'ascesa di Ugo Capeto (888-987), in <<Storia del mondo medievale>>, vol. II, 1999, pp. 636–661
- (LA)  Colección diplomática del Condado de Besalú, tomus XV.
- (EN) The Development of Southern French and Catalan Society, 718-1050, su libro.uca.edu.
- (CA)  Crónica de San Juan de la Peña.
- (LA)  Marca Hispanica sive Limes Hispanicus, 1688.